# Алёшинский сельский округ (Сасовский район)
Алёшинский се́льский о́круг — административно-территориальная единица на территории Сасовского района Рязанской области.
Административный центр — село Алёшино.

## История
Законом Рязанской области от 07.10.2004 № 96-ОЗна территории сельского округа было создано муниципальное образование — Алёшинское сельское поселение с сохранением административного центра в селе Алёшино.

## Административное устройство
В состав Алёшинского сельского округа входят 6 населённых пунктов:
1. с. Алёшино — административный центр
2. с. Калиновец
3. д. Лосино-Островское
4. д. Лукьяново
5. с. Саблино
6. с. Ярново.